# Monica Keena
Monica C. Keena (New York, 28 mei 1979) is een Amerikaans actrice. Ze maakte in 1995 haar debuut op het witte doek als Mary Callaghan in While You Were Sleeping. Daarna speelde ze meer dan twintig andere filmrollen, meer dan 25 inclusief die in televisiefilms.
Keena speelde behalve filmrollen ook verschillende wederkerende personages in televisieseries. Haar eerste 'vaste' personage was dat van Abby Morgan, als wie ze van maart 1998 tot en met mei 1999 verscheen in Dawson's Creek (seizoen 1 en 2). Keena was in het eerste seizoen van Entourage een aantal keer te zien als Kristen, het vriendinnetje dat Eric 'E.' Murphy (Kevin Connolly) kopzorgen bezorgt.
Keena speelde eenmalige gastrollen in onder meer Law & Order, Homicide: Life on the Street, Law & Order: Criminal Intent, Without a Trace, CSI: Crime Scene Investigation en Ghost Whisperer.

## Filmografie
*Exclusief televisiefilms
| - How to survive Hollywood (2025) - Night of the Demons (2009) - The Narrows (2008) - Corporate Affairs (2008) - Loaded (2008) - Brooklyn Rules (2007) - Left in Darkness (2006) - The Lather Effect (2006) - All She Wants for Christmas (2006) - Fifty Pills (2006) - Long Distance (2005) - Man of the House (2005) | - Bad Girls from Valley High (2005) - Freddy vs. Jason (2003) - Orange County (2002) - Crime and Punishment in Suburbia (2000) - The Simian Line (2000) - Strike! (1998) - The Devil's Advocate (1997 - Snow White: A Tale of Terror (1997) - Ripe (1996) - While You Were Sleeping (1995) |

## Televisieseries
*Exclusief eenmalige gastrollen
- Grey's Anatomy - Bonnie Crasnoff (2005-2007, twee afleveringen)
- Entourage - Kristen (2004-2005, zes afleveringen)
- Undeclared - Rachel Lindquist (2001-2003, zeventien afleveringen)
- Dawson's Creek - Abby Morgan (1998-1999, veertien afleveringen)

- Bibliothèque nationale de France: cb14587564j (data)
- Gemeinsame Normdatei: 144041332
- International Standard Name Identifier: 0000 0001 1883 4087
- Library of Congress Control Number: no2006079507
- Nationale Bibliotheek van Tsjechië: xx0180915
- Nederlandse Thesaurus van Auteursnamen: 231605714
- Système universitaire de documentation: 166227447
- Virtual International Authority File: 164621085
- WorldCat: E39PBJjMG9YtHyPdPfTTKgJMT3